# Японсько-американський національний музей
Японсько-американський національний музей (англ. Japanese American National Museum, яп. 全米日系人博物館, латиніз.: Zenbei Nikkeijin Hakubutsukan) — музей, присвячений збереженню історії та культури американців японського походження. Заснований 1992 року у районі Маленьке Токіо, поблизу центру міста Лос-Анджелес, штат Каліфорнія. Музей є афілійованим із Смітсонівським інститутом у рамках програми «Смітсонівські афіліати».
Музейні колекції охоплюють понад 130 років японо-американської історії, починаючи з першого покоління іммігрантів (Іссей). Архів рухомих зображень містить понад 30 тисяч метрів 16 мм і 8 мм аматорських фільмів, знятих американцями японського походження з 1920-х до 1960-х років, включаючи сімейні події, свята, табори для японців у США тощо. Кіноархів Академії співпрацює із музеєм щодо збереження та доступності цієї колекції, яка налічує понад 250 аматорських фільмів. У музеї також є вироби із текстилю, витвори мистецтва, фотографії та задокументовані усні історії японських американців.

## Історія

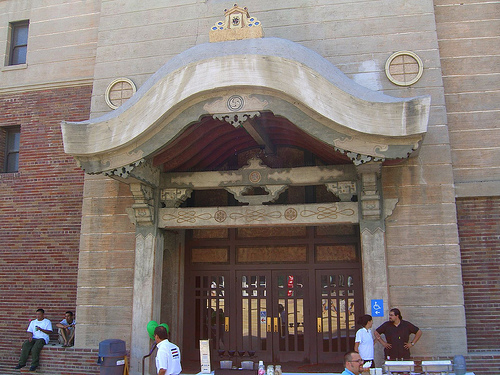
Перша будівля Японсько-американського національного музею

Громадський активіст Брюс Теруо Кадзі (англ. Bruce Teruo Kaji; 1926—2017) був президентом-засновником музею, над створенням якого він працював разом з іншими американцями японського походження з 1982 року.
Спершу музей розташувався в історичній будівлі буддійського храму (англ. Hompa Hongwanji). Ірен Хірано була першою виконавчою директоркою (1988). У січні 1999 року Національний музей відкрив для громадськості свій павільйон на 7900 м², спроєктований під керівництвом архітектора Ґьо Обата.
У 1993 році музею передали сотні артефактів і листів дітей із таборів для інтернованих, які вони надіслали Кларі Брід, бібліотекарці публічної бібліотеки Сан-Дієго. Ці матеріали представили на виставці «„Шановна міс Брід“: листи з табору» (англ. «Dear Miss Breed»: Letters from Camp). Це частина постійної колекції музею.
1997 року Роберт А. Накамура та Карен Л. Ісідзука заснували Центр медіа-мистецтва імені Френка Г. Ватасе (англ. Frank H. Watase Media Arts Center). 1999 року музей створив Національний ресурсний центр імені Манабі та Сумі Хірасакі (англ. Manabi and Sumi Hirasaki National Resource Center), щоб забезпечити доступ до інформації та ресурсів музею як у закладі, так і в інтернеті.
Акемі Кікумура Яно була першою кураторкою музею (1987). Вона заступила Ірен Хірано на посаді президентки та генеральної директорки з 2008 по 2011 рік. У грудні 2010 року, музей отримав Національну медаль «За музейну та бібліотечну службу».
Превелебний Ґреґ Кімура, єпископальний священик, був президентом і генеральним директором музею з 2012 по 2016 роки. Він звільнився у травні 2016 року, щоб знайти іншу роботу.
2016 року Енн Барроуз замінила його тимчасово, але невдовзі її офіційно призначили на постійну посаду. Барроуз говорила про свою роль так: 
|  | Я віддана пожвавленню та пошуку нових шляхів просування ключових цінностей музею, наголошуючи на важливості бути пильним щодо демократії та наголошуючи на цінності різноманітності в нашому сучасному світі Оригінальний текст (англ.) I am committed to reinvigorating and finding new ways to advance the museum's key values, emphasizing the importance of being vigilant about democracy and stressing the value of diversity in our world today |

Актор Джордж Такеї є членом правління музею. Він розказав про це під час свого перебування на шоу «Учень» і під час своєї появи на шоу «Ігри молодят».

## Фонди музею
Основний фонд музею налічує понад 150 тисяч об'єктів станом на 2023 рік.

### Виставки
У музеї діють три постійні виставки. «Інтерактивна історіяФайл Лосона Іітіро Сакаї» (англ. Interactive StoryFile of Lawson Iichiro Sakai) — це інтерактивна виставка, на якій Лосон відповів на тисячу запитань про себе та свою історію. Виставка «Спільне: серце спільноти» (англ. Common Ground: The Heart of Community) охоплює 130 років історії японської Америки, від Іссея та ранньої імміграції до Сполучених Штатів, інтернування під час Другої світової війни до сьогодення. Також «Вакадзі Мацумото — митець двох світів: Лос-Анджелес та Хіросіма (1917—1944)» (англ. Wakaji Matsumoto—An Artist in Two Worlds: Los Angeles and Hiroshima, 1917—1944) — онлайн-виставка, на якій представлені фотографії японсько-американської громади в Лос-Анджелесі до Другої світової війни та міського життя в Хіросімі до атомного бомбардування 1945 року.

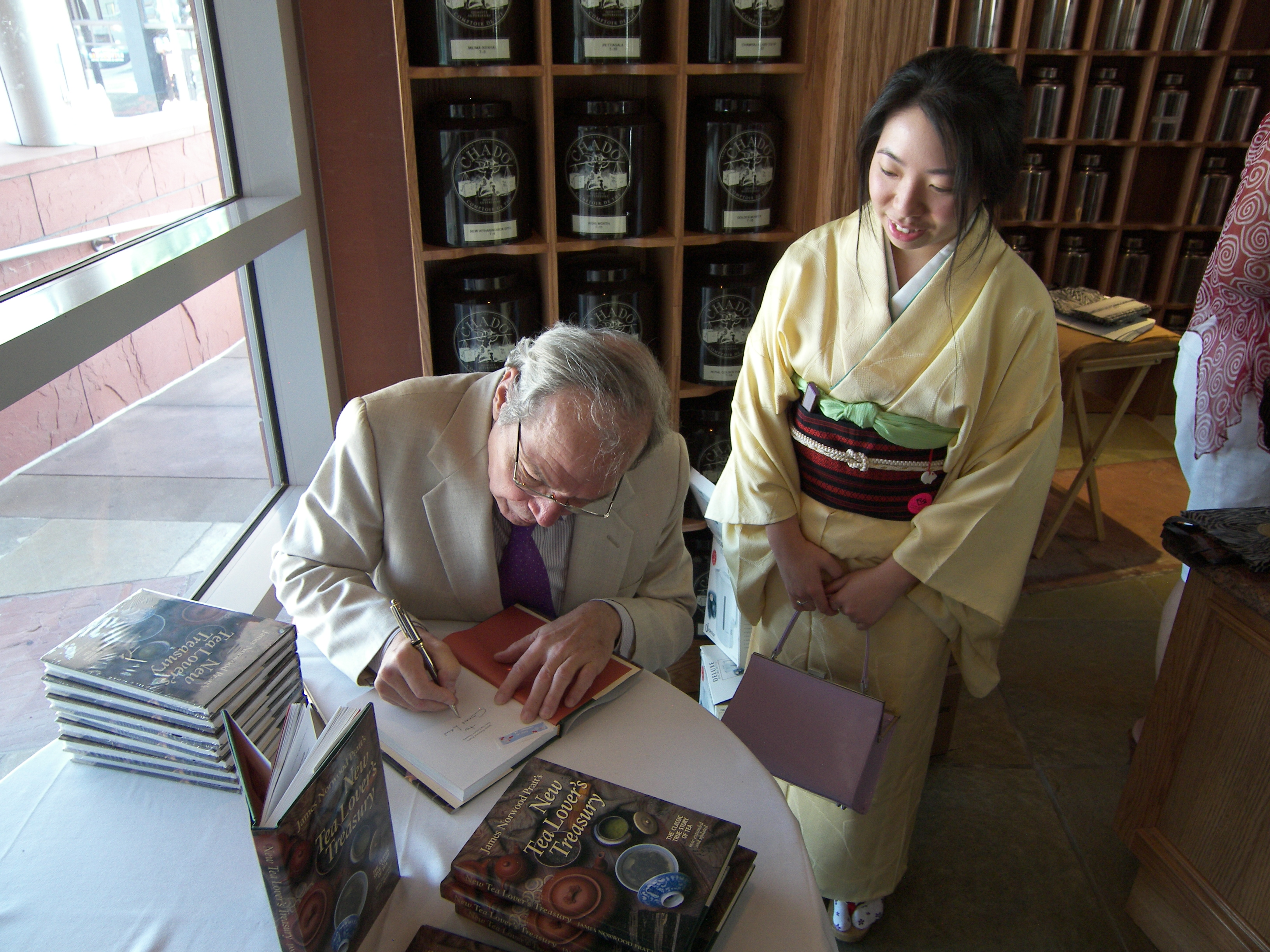
Джеймс Норвуд Пратт підписує книгу у музеї (2008)
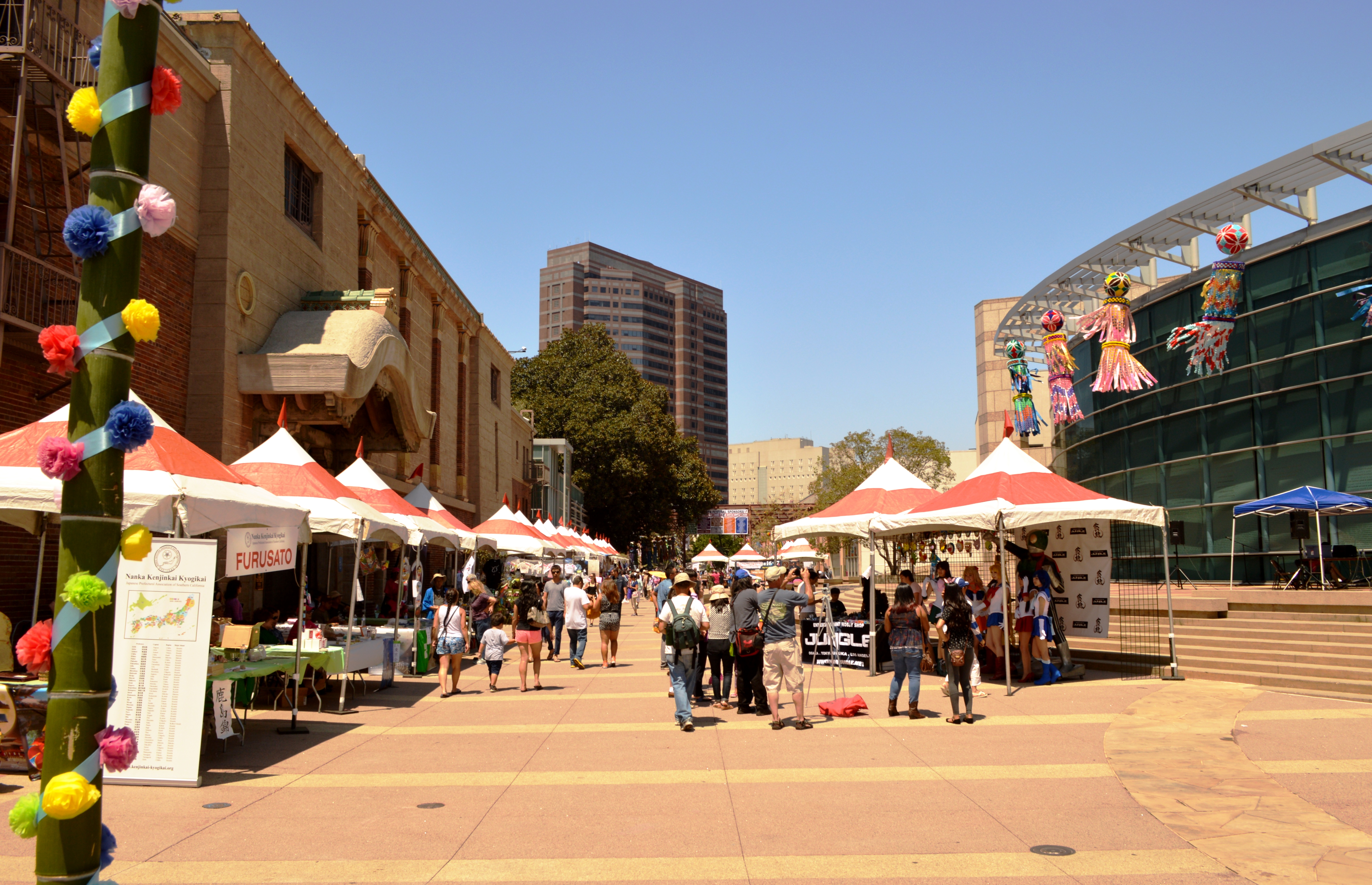
Щорічний фестиваль Танабата біля музею (2014)
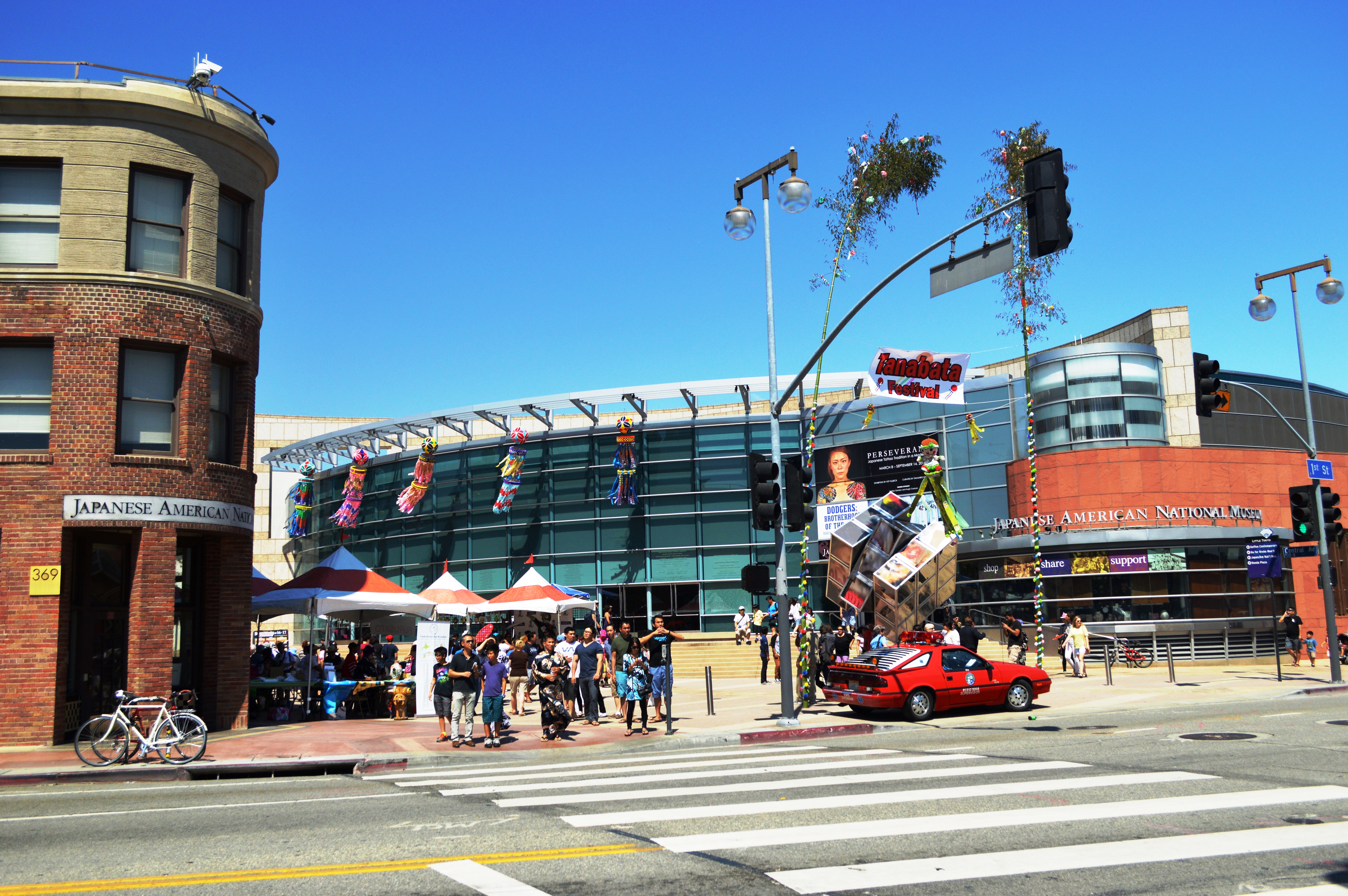
Щорічний фестиваль Танабата біля музею (2014)

## Виноски
1. ↑  https://www.charitynavigator.org/ein/953966024
2. ↑  Japanese American National Museum. Affiliate detail. Smithsonian Affiliations. 2007. Архів оригіналу за 29 вересня 2011. Процитовано 17 липня 2011.
3. ↑  Japanese American National Museum. Архів оригіналу за 17 Aug 2003. [Архівовано 2006-06-17 у Wayback Machine.]
4. 1 2  Japanese American National Museum Collection. Academy Film Archive.
5. ↑  Bruce T. Kaji. Densho Digital Repository. Процитовано 20 квітня 2022.
6. 1 2  Vankin, Deborah (9 листопада 2017). Bruce Kaji dies at 91; Japanese American National Museum founder and Little Tokyo pioneer. Los Angeles Times (амер.). Процитовано 20 квітня 2022.
7. 1 2 3  JANM History | Japanese American National Museum. www.janm.org. Процитовано 4 липня 2023.
8. 1 2  Yamato, Sharon. Japanese American National Museum. Densho Encyclopedia. Процитовано 30 жовтня 2014.
9. ↑  Patt Morrison, Cecilia Rasmussen, Angels Walk — Union Station, El Pueblo, Little Tokyo, Civic Center, Angels Walk LA, Inc., 2000
10. ↑  Dear Miss Breed: Letters from Camp. Japanese American National Museum. Процитовано 28 лютого 2014.
11. ↑  Wakida, Patricia. Robert A. Nakamura. encyclopedia.densho.org. Процитовано 04 липня 2023.
12. ↑  Hirasaki National Resource Center | Japanese American National Museum. www.janm.org. Процитовано 4 липня 2023.
13. ↑  Kikumura-Yano, Akemi 1944- [WorldCat Identities]. Процитовано 12 вересня 2019.
14. 1 2  AKEMI KIKUMURA YANO DECIDES TO STEP DOWN AS PRESIDENT/CEO OF JAPANESE AMERICAN NATIONAL MUSEUM | Press Releases | Japanese American National Museum. www.janm.org. Процитовано 12 вересня 2019.
15. ↑  Alaska priest appointed as CEO of Japanese American museum. 26 січня 2012. Процитовано 12 вересня 2019.
16. ↑  Watanabe, Teresa (21 січня 2012). Japanese American National museum hires CEO. Los Angeles Times. Процитовано 10 травня 2014.
17. ↑  Guzmán, Richard (25 вересня 2012). New CEO Shakes Up Japanese American National Museum. LA Downtown News. Процитовано 10 травня 2014.
18. ↑  JAPANESE AMERICAN NATIONAL MUSEUM ANNOUNCES THAT GREG KIMURA HAS RESIGNED AS PRESIDENT/CEO | Japanese American National Museum. www.janm.org. Процитовано 4 липня 2023.
19. ↑  JANM ANNOUNCES INTERIM PRESIDENT/CEO | Press Releases | Japanese American National Museum. www.janm.org. Процитовано 12 вересня 2019.
20. ↑  JAPANESE AMERICAN NATIONAL MUSEUM TRUSTEES SELECT ANN BURROUGHS AS PRESIDENT AND CEO | Japanese American National Museum. www.janm.org. Процитовано 4 липня 2023.
21. ↑  Regardie, Jon. JANM Names New Leader. Los Angeles Downtown News - The Voice of Downtown Los Angeles. Процитовано 12 вересня 2019.
22. ↑  A Day in Gay America. Advocate. November 2011. с. 25.
23. ↑  Collections | Japanese American National Museum. www.janm.org. Процитовано 4 липня 2023.
24. ↑  The Interactive StoryFile of Lawson Iichiro Sakai. Japanese American National Museum. Процитовано 26 квітня 2023.{{cite web}}:  Обслуговування CS1: Сторінки з параметром url-status, але без параметра archive-url (посилання)
25. ↑  Common Ground: The Heart of Community. Japanese American National Museum. Процитовано 10 травня 2014.
26. ↑  Wakaji Matsumoto—An Artist in Two Worlds: Los Angeles and Hiroshima, 1917–1944. Japanese American National Museum. Процитовано 26 квітня 2023.{{cite web}}:  Обслуговування CS1: Сторінки з параметром url-status, але без параметра archive-url (посилання)